# Michał Nawrocki (fizyk)
Michał Konrad Nawrocki (ur. 21 stycznia 1943 w Warszawie, zm. 20 maja 2018 tamże) – polski fizyk, działacz społeczny, profesor nauk fizycznych, profesor zwyczajny Uniwersytetu Warszawskiego i jego prorektor w latach 1993–1999.

## Życiorys
Urodził się w rodzinie Arkadiusza Zygmunta (zm. 1961) i Wiktorii z Cweigenhaft-Czerwińskich (1915–2005). W 1968 ukończył studia na Wydziale Matematyki i Fizyki UW i podjął pracę w Zakładzie Fizyki Ciała Stałego Instytutu Fizyki Doświadczalnej Wydziału Fizyki, był kierownikiem tego zakładu w latach 2009–2013 i przewodniczącym Rady Naukowej instytutu w latach 1999–2012. 
W 1976 uzyskał stopień naukowy doktora a w 1988 stopień naukowy doktora habilitowanego. W 2004 prezydent RP nadał mu tytuł naukowy profesora nauk fizycznych.
Specjalizował się w zakresie fizyki doświadczalnej ciała stałego, prowadził badania półprzewodników metodami optycznymi. Był autorem ponad 90 oryginalnych prac naukowych w czasopismach o zasięgu międzynarodowym. Główne kierunki badań: zjawiska ekscytonowe i polarytonowe w półprzewodnikach objętościowych i w niskowymiarowych strukturach półprzewodnikowych (studnie i kropki kwantowe, struktury fotoniczne), magnetospektroskopia półprzewodników półmagnetycznych.
W latach 1975–176, 1985–1986, 1988–1989 chercheur associe i professeur invite w Groupe de Physique des Solides de l'Ecole Normale Superieure, Paris i Groupe d'Etudes des Semiconducteurs, Montpellier.
Prorektor Uniwersytetu Warszawskiego w latach 1993–1999.
Członek Towarzystwa Naukowego Warszawskiego. Członek zarządu (1993–1995) i prezes (1995–2003) Towarzystwa Popierania i Krzewienia Nauk. Członek Komitetu Etyki w Nauce PAN (1999–2002) i Komitetu Naukoznawstwa PAN (1996–2010). Członek Zarządu Fundacji Uniwersytetu Warszawskiego od 1999 r. (od 2010 r. przewodniczący Zarządu). Z ramienia Fundacji był członkiem Rady Nadzorczej Centrum Bankowo-Finansowego „Nowy Świat” S.A., w której pełnił funkcję Wiceprzewodniczącego. 
Członek Komisji Zakładowej „Solidarność” UW (1981–1989), w 1988 r. przewodniczący. Po 13 grudnia 1981 r. działał w strukturach Podziemnej „Solidarności”. W latach 1983–1989 działał w niejawnym Społecznym Komitecie Nauki. W 1989 był ekspertem w negocjacjach „Okrągłego stołu” i współorganizatorem Biura Promocji KO „Solidarność” w Warszawie. Członek Komitetu Helsińskiego. 
Dwukrotnie żonaty. W 1964 ożenił się z Ewą Marią Firkowską (zm. 1986), z którą miał synów: Jana i Krzysztofa. W 1992 ożenił się po raz drugi z Katarzyną Longchamps de Berier.
Zmarł w Warszawie, pochowany na cmentarzu Wawrzyszewskim (kwatera 5B-7-11).

## Ordery i odznaczenia
- Krzyż Kawalerski Orderu Odrodzenia Polski (17 października 1998)[17]